# هاوت کومو
هاوت کومو (به لاتین: Haut-Komo) یک منطقهٔ مسکونی در گابن است که در Woleu-Ntem Province واقع شده‌است. هاوت کومو ۳٬۴۰۳ نفر جمعیت دارد.